# الانتخابات التشريعية التونسية
الانتخابات التشريعية التونسية هي انتخابات يُنتَخَبُ فيها مجلس نواب الشعب التونسي. تشرف على هذه الانتخابات الهيئة العليا المستقلة للانتخابات.

## التاريخ
- انتخابات المجلس القومي التأسيسي التونسي 1956
- الانتخابات التشريعية التونسية 1959
- الانتخابات التشريعية التونسية 1964
- الانتخابات التشريعية التونسية 1969
- الانتخابات التشريعية التونسية 1974
- الانتخابات التشريعية التونسية 1979
- الانتخابات التشريعية التونسية 1981
- الانتخابات التشريعية التونسية 1986
- الانتخابات التشريعية التونسية 1989
- الانتخابات التشريعية التونسية 1994
- الانتخابات التشريعية التونسية 1999
- الانتخابات التشريعية التونسية 2004
- الانتخابات التشريعية التونسية 2009
- انتخابات المجلس الوطني التأسيسي التونسي 2011
- الانتخابات التشريعية التونسية 2014
- الانتخابات التشريعية التونسية 2019